# Audoino
Audoino (... – 560 circa) è stato re dei Longobardi tra il 547 e il 560 circa.

## Biografia
Appartenente alla stirpe dei Gausi, alla morte del sovrano letingo Vacone e dell'ascesa al trono di suo figlio minorenne Valtari, Audoino assunse il ruolo di reggente (540 circa). Quando, da lì a poco, anche Valtari morì ancora giovane (547), Audoino non rispettò i diritti degli altri parenti del defunto sovrano e si autoproclamò re. Il fatto compiuto, tuttavia, venne accettato senza troppi sconvolgimenti per il popolo longobardo, che in quel periodo di piena ascesa politica era stanziato in Pannonia.
Se Vacone aveva privilegiato l'amicizia con i Franchi, riuscendo con il loro appoggio ad affrancarsi dagli Eruli e a estendere il proprio dominio sulle aree della Pannonia sgomberate dai Rugi, Audoino rovesciò il sistema della alleanze del suo predecessore. Sposando Rodelinda, la figlia del re turingio Ermanafrido assassinato nel 534 circa dai Franchi, e di Amalaberga, principessa ostrogota cresciuta a Bisanzio, Audoino spostò decisamente l'asse delle alleanze longobarde, avvicinandosi ulteriormente ai Bizantini (tanto che era stato lo stesso imperatore Giustiniano a combinare il matrimonio) e opponendosi tanto ai Franchi quanto agli stessi Ostrogoti, il cui re, Totila, era un homo novus potenzialmente minacciato dall'appartenenza della nuova regina dei Longobardi a una prestigiosa stirpe ostrogota. Il matrimonio servì anche ad Audoino per rafforzare la propria discutibile autorità regia, legittimando in qualche modo l'usurpazione attraverso il legame con una riconosciuta dinastia reale, e dischiuse nuove prospettive politiche, in particolare verso l'Italia.
Già nel 547 il nuovo re dovette fronteggiare forti tensioni con i vicini meridionali, i Gepidi, che tra l'altro avevano offerto ospitalità a un rampollo degli spodestati Letingi, Ildechi. Nel 549 lo scontro fu scongiurato, ma nel 551 si arrivò a una battaglia sanguinosa, nella quale i Longobardi godettero dall'appoggio di sia pur modesti distaccamenti turingi e bizantini. Sul campo si distinse il figlio di Audoino, Alboino, che uccise il figlio del re dei Gepidi.
L'anno successivo (552) Audoino ricambiò il sostegno ricevuto da Giustiniano contribuendo in forze alla riconquista bizantina dell'Italia, inviando 5.500 soldati alla decisiva battaglia di Narsete contro Totila in Umbria. Nel 553 contingenti longobardi combatterono con i Bizantini anche contro i Persiani.
A partire da quel momento, Audoino diede però il via a un nuovo giro di valzer nelle alleanze, riavvicinandosi ai Franchi e prendendo le distanze dai bizantini di Giustiniano, che riconquistando l'Italia aveva frustrato le speranze di Audoino e che inoltre seguiva una politica di equilibrio tra Longobardi e Gepidi in Pannonia. Nel 555 Audoino sposò suo figlio Alboino a Clodosvinta, figlia del re dei Franchi Clotario I. Audoino morì pochi anni dopo, intorno al 560.

### Fonti primarie
- Paolo Diacono, Historia Langobardorum (Storia dei Longobardi, Lorenzo Valla/Mondadori, Milano 1992)
- Procopio di Cesarea, De Bello Gothico
- Origo gentis Langobardorum, ed. G. Waitz in Monumenta Germaniae Historica SS rer. Lang.

### Letteratura storiografica
- Jörg Jarnut, Storia dei Longobardi, traduzione di Paola Guglielmotti, Torino, Einaudi, 1995  [1982], ISBN 88-06-13658-5.
- Sergio Rovagnati, I Longobardi (Milano, Xenia 2003)

| Controllo di autorità | VIAF (EN) 90823474 · CERL cnp01177747 · GND (DE) 138541647 |